# Irak aux Jeux olympiques d'été de 2020
L'Irak participe aux Jeux olympiques de 2020 à Tokyo au Japon. Il s'agit de sa 15e participation à des Jeux d'été.

## Athlètes engagés
| Sport      | Hommes | Femmes | Total |
| ---------- | ------ | ------ | ----- |
| Athlétisme | 1      | 0      | 1     |
| Aviron     | 1      | 0      | 1     |
| Tir        | 0      | 1      | 1     |
| Total      | 2      | 1      | 3     |

## Résultats

### Athlétisme
L'Irak bénéficie de place attribuée au nom de l'universalité des Jeux. Taha Hussein Yaseen dispute le 400 mètres masculin.
| Athlète             | Épreuve        | 1er tour | 1er tour | Demi-finale | Demi-finale | Finale  | Finale  |
| Athlète             | Épreuve        | Temps    | Rang     | Temps       | Rang        | Temps   | Rang    |
| ------------------- | -------------- | -------- | -------- | ----------- | ----------- | ------- | ------- |
| Taha Hussein Yaseen | 400 m masculin | 46 s 0   | 6e       | Éliminé     | Éliminé     | Éliminé | Éliminé |

### Aviron
Mohammed Al-Khafaji a obtenu un quota non-nominatif pour le comité en skiff lors de la régate qualificative pour l'Asie et l'Océanie : après avoir terminé deuxième en skiff masculin mais une irakienne était également sélectionnable, le comité national le désigne car seule une personne pouvait être sélectionné conformément au système de qualification.
| Athlète             | Compétition    | Série        | Série | Repêchages    | Repêchages | Quarts de finale | Quarts de finale | Demi-finale                   | Demi-finale | Finale                 | Finale |
| Athlète             | Compétition    | Temps        | Rang  | Temps         | Rang       | Temps            | Rang             | Temps                         | Rang        | Temps                  | Rang   |
| ------------------- | -------------- | ------------ | ----- | ------------- | ---------- | ---------------- | ---------------- | ----------------------------- | ----------- | ---------------------- | ------ |
| Mohammed Al-Khafaji | Skiff masculin | 8 min 57 s 1 | 5e    | 7 min 41 s 72 | 2e         | 8 min 3 s 55     | 6e               | Demi-finale C/D 7 min 21 s 52 | 4e          | Finale D 7 min 18 s 65 | 22e    |

### Tir
En mai 2021, une athlète en pistolet à 10 m obtient une qualification pour les Jeux olympiques suite ses performances mondiales avec une invitation tri-partite de la fédération.
Fatimah Al-Kaabi est un tireuse qui avait déjà représenté le pays aux Jeux olympiques de la jeunesse de 2018 .
| Athlète          | Compétition                  | Qualification | Qualification | Finale   | Finale   |
| Athlète          | Compétition                  | Points        | Rang          | Points   | Rang     |
| ---------------- | ---------------------------- | ------------- | ------------- | -------- | -------- |
| Fatimah Al-Kaabi | Pistolet à air comprimé 10 m | 556           | 51e           | Éliminée | Éliminée |